# Черитон (Вирџинија)
Черитон (енгл. Cheriton) град је у америчкој савезној држави Вирџинија. По попису становништва из 2010. у њему је живело 487 становника.

## Демографија
Према попису становништва из 2010. у граду је живело 487 становника, што је 12 (2,4%) становника мање него 2000. године.
| Група             | 2000.       | 2010.       |
| Белци             | 355 (71,1%) | 306 (62,8%) |
| Афроамериканци    | 137 (27,5%) | 140 (28,7%) |
| Азијати           | 0 (0,0%)    | 0 (0,0%)    |
| Хиспаноамериканци | 8 (1,6%)    | 30 (6,2%)   |
| Укупно            | 499         | 487         |